# 澤列諾吉里亞
44°52′23″N 34°43′10″E / 44.87306°N 34.71944°E
澤列諾吉里亞（烏克蘭語：Зеленогір'я），是烏克蘭的城鎮，位於克里米亞自治共和國，處於阿爾帕特河畔，面積0.68平方公里，海拔高度260米，2014年人口231，人口密度每平方公里339.71人。